# Joseph Bara
Pour les articles homonymes, voir Bara.
François Joseph Bara, ou Barra, né le 30 juillet 1779 au château de Palaiseau, tué le 17 frimaire an II (7 décembre 1793) à Jallais, près de Cholet, est un jeune soldat républicain tué à 14 ans par les insurgés royalistes pendant la guerre de Vendée.
Sous l'impulsion de Robespierre, la Convention en fait un héros tombé en criant « Vive la République ! » sous les coups des royalistes et lui rend un culte patriotique et civique pendant l'an II, à travers des œuvres d'art et des fêtes. On exalte le sacrifice de cet adolescent. Ce culte rencontre l'adhésion populaire mais cesse après le 9-Thermidor.
Sa mémoire est réactivée sous la Troisième République, qui, mobilisant les arts, l'école, les fêtes, etc. en fait un des personnages importants de la mémoire républicaine française. Il est représenté en statue et en peinture et ces œuvres sont reproduites. L'école le propose en modèle. Actuellement, son souvenir se perpétue notamment dans l'odonymie.

## Mort tragique

### Enfant pauvre engagé volontaire
Neuvième enfant d'une famille qui en compte dix, Joseph Bara est le fils de François Bara, garde-chasse du prince de Condé, seigneur de Palaiseau, décédé le 16 octobre 1784, et de Marie-Anne Le Roy,,. Il est baptisé le 31 juillet 1779 en l'église Saint-Martin de Palaiseau : son parrain est François Joseph Meyry de La Grange, receveur général et procureur fiscal du Prince de Condé, sa marraine est Jeanne Griffe, épouse du parrain.
Quand son père meurt en 1784, le petit Joseph n'a alors que cinq ans et sa famille est considérée comme indigente. L'adolescent demande à l'automne 1792 à entrer dans la division de Bressuire, commandée par l'adjudant-général Jean-Baptiste Desmarres. Ce dernier est le protecteur du jeune Bara : le père de Desmarres était capitaine des chasses du château de Palaiseau, parmi les domestiques de la famille Desmarres figure la mère du jeune Joseph Bara et une femme de la famille Desmarres est la marraine d'une sœur du jeune Joseph.

### Escarmouche à Jallais
À cette époque, les armées comptent beaucoup d'enfants, aux tâches imprécises, mais pas forcément combattantes. C'est à partir de Bressuire que Desmarres combat les Vendéens conduits par le comte de La Bouëre et Pierre Cathelineau, frère du généralissime vendéen Jacques Cathelineau.
Ayant reçu l'ordre d'occuper Jallais, au nord de Cholet, la troupe commandée par Desmarres y est surprise par les Vendéens le 7 décembre 1793. C'est au cours de cette escarmouche que le jeune Joseph Bara est tué.
Desmarres envoie un rapport au ministère de la Guerre sur la conduite généreuse du garçon et demande à la Convention de secourir sa famille, très pauvre. Cette lettre envoyée par Desmarres à la Convention le 8 décembre 1793 est le seul document de référence sur la mort de Bara. Les détails ajoutés ultérieurement n'ont donc pas de fondement avéré. Selon Desmarres, Bara, engagé volontaire au 8e de hussards aurait partagé toutes les fatigues et tous les dangers de la guerre et combattu en héros : 
"J'implore ta justice, citoyen ministre, et celle de la Convention pour la famille de Joseph Bara ; trop jeune pour entrer dans les troupes de la République mais brûlant de la servir, cet enfant m'a accompagné depuis l'année dernière, monté et équipé en hussard : toute l'armée a vu avec étonnement un enfant de treize ans affronter tous les dangers, charger toujours à la tête de la cavalerie ; elle a vu, une fois, ce faible bras terrasser et amener deux brigands qui avaient osé l'attaquer. Ce généreux enfant, attaqué hier par les brigands, a mieux aimé périr que de se rendre et leur livrer deux chevaux qu'il conduisait. Aussi vertueux que courageux, se bornant à sa nourriture et à son habillement, il faisait passer à sa mère tout ce qu'il pouvait se procurer ; il la laisse avec plusieurs filles et un jeune frère infirme sans aucune espèce de secours. Je supplie la Convention de ne pas laisser cette malheureuse mère dans l'horreur de l'indigence ; elle demeure dans la commune de Palaiseau, district de Versailles".

### Interpréter la mort d'un enfant
Desmarres est ainsi à l'origine de cette mythologie républicaine. Mettant l'accent sur la mort de l'enfant, transformé en héros et en martyr républicain, il cherche à faire oublier la médiocrité de son commandement, ce qui ne l'empêche pas de finir sur l'échafaud. Apprenant la décision de la Convention d'honorer Bara, Desmarres écrit une seconde lettre à la Convention, qui y est lue le 26 nivôse (15 janvier 1794), où il met en scène l'instant de la mort de Bara :
« A pied, tenant ses deux chevaux par la bride, et répondant : "A toi, f.... brigand, les chevaux du commandant et les miens ! Eh bien oui ! ..." Ce sont ces paroles répétées plusieurs fois qui lui ont valu la mort»
Reprenant ces éléments, Charles Mullié expliquera en 1852, dans Biographie des célébrités militaires des armées de terre et de mer de 1789 à 1850, comment il est frappé au front d'un coup de sabre dans la mêlée, où il tombe et meurt en pressant la cocarde tricolore sur son cœur. D'après lui, cette mort paraît si héroïque, pour un enfant d'un âge ordinairement insouciant et consacré au jeu, que le général Desmarres décida d'en donner avis à la Convention. Dans l'état des pertes du 14e bataillon de Paris, dit de la République, anciennement des Piquiers, Albert-François-Joseph Bara est noté : « charretier d'artillerie, coup de feu au genou gauche » le 7 décembre 1793, au château de Jalès (sic).
À partir de la protection de chevaux appartenant à l’armée contre des voleurs qui le poignardèrent, la tradition blanche a fait de Bara « un petit maraudeur » qui venait de s’en emparer. Quelle qu’ait été l’activité de Bara, il ne succombe pas exactement au combat. Selon Desmarres lui-même, Bara qui « conduisait deux chevaux », aurait été « entouré » par des Vendéens et serait mort dans cette circonstance. Toutefois, la reconstitution précise des circonstances de la mort de Bara compte beaucoup moins que la compréhension des mécanismes qui en ont fait un héros, ce qui n'a été possible que parce que la naissance de cette légende répondait à des attentes.

## Héros de la Révolution

### La Convention héroïse Bara
La première lettre de Desmarres est lue et commentée à la Convention par Barère dès le 25 frimaire (15 décembre 1793). La Convention accorde immédiatement une pension à la mère de Bara. Cette lettre émeut Robespierre qui, à la séance de la Convention du 8 nivôse suivant (28 décembre 1793), érige Bara en modèle d'héroïsme, de patriotisme et de piété filiale, en ajoutant le détail, souvent repris ensuite, du cri pour la République. Il demande sa panthéonisation :

« Parmi les belles actions qui se sont passées dans la Vendée et qui ont honoré la guerre de la liberté contre la tyrannie, la nation entière doit distinguer celle d'un jeune homme dont la mère a déjà occupé la Convention. Je veux parler de Barra, ce jeune homme âgé de 13 ans, qui a fait des prodiges de valeur dans la Vendée. Entouré de brigands qui, d'un côté, lui présentaient la mort, et de l'autre lui demandaient de crier « Vive le roi ! », il est mort en criant « Vive la République ! ». Ce jeune enfant nourrissait sa mère avec sa paye, il partageait ses soins entre l'amour filial et l'amour de la Patrie. Il n'est pas possible de choisir un plus bel exemple, un plus parfait modèle pour exciter dans les jeunes cœurs l'amour de la gloire, de la Patrie et de la vertu, et pour préparer les prodiges qu'opérera la génération naissante. En décernant des honneurs au jeune Barra, vous les décernez à toutes les vertus, à l'héroïsme, au courage, à l'amour filial, à l'amour de la Patrie.
Les Français seuls ont des héros de 13 ans, c'est la liberté qui produit des hommes d'un si grand caractère. Vous devez présenter ce modèle de magnanimité, de morale à tous les Français et à tous les peuples ; aux Français, afin qu'ils ambitionnent d'acquérir de semblables vertus, et qu'ils attachent un grand prix au titre de citoyen français ; aux autres peuples, afin qu'ils désespèrent de soumettre un peuple qui compte des héros dans un âge si tendre.
Je demande que les honneurs du Panthéon soient décernés à Barra, que cette fête soit promptement célébrée, et avec une pompe analogue à son objet et digne du héros à qui nous la destinons. Je demande que le génie des arts caractérise dignement cette cérémonie qui doit présenter toutes les vertus, que David soit spécialement chargé de prêter ses talents à l'embellissement de cette fête »

Après des applaudissements et l'acquiescement de David, Barère surenchérit :

« Citoyens, il ne peut y avoir ici qu'un suffrage ou plutôt des acclamations unanimes pour l'adoption de la belle motion que Robespierre vient de lire. [...]
Ici c'est la vertu toute entière, simple et modeste, comme elle est sortie des mains de la Nature. C'est cette vertu qui doit présenter son exemple à tous les enfants de la République ; c'est son image tracée par les pinceaux du célèbre David, que vous devez exposer dans toutes les écoles primaires. [...]
Je demande que l'Assemblée décrète que la gravure qui représentera l'action héroïque et la piété filiale de Joseph Barra, de Palaiseau, soit faite aux frais de la République et envoyée par la Convention nationale à toutes les écoles primaires. »

La Convention adopte ces deux propositions. Ainsi, l'épisode de la mort de Bara est enrichi tandis que sa panthéonisation et la diffusion de son image sont décrétées. C'est le début de l'héroïsation de Bara. En la replaçant dans le contexte politique de la fin décembre 1793, Robespierre paraît poursuivre ainsi un triple objectif : reprendre en main les cultes populaires rendus par les sans-culottes aux martyrs de la liberté, se poser en gardien de la doctrine de la Révolution et sortir du scandale politico-financier de la liquidation de la Compagnie des Indes. Plus généralement, il pense que la vertu a besoin de héros et de fêtes pour les honorer. On retrouve ici, comme dans bien d'autres de ses discours, des réminiscences de l'idéal spartiate : pour Robespierre, la constance dont fait preuve Joseph Bara rappelle celle des jeunes de la cité grecque de Sparte.
La Convention décide aussi que la patrie adopte la mère de Bara. Le 10 prairial an II (29 mai 1794), cette femme pauvre est admise avec deux de ses enfants dans l'enceinte de l'Assemblée et prend place quelques instants à côté du président, alors Prieur de la Côte-d'Or.

### Du catéchisme aux fêtes civiques de l'an II
L'exemple de Bara semblant de nature à stimuler le patriotisme et le civisme parmi la jeunesse, son histoire est citée dans les recueils d'actions héroïques, à la suite du jeune Joseph Agricol Viala qui s'était lui aussi sacrifié pour la patrie quelques mois auparavant. Le Catéchisme moral porte en frontispice un portrait de Bara, frappé d'un glaive dans la poitrine et couronné de lauriers.
L'impulsion donnée par la propagande officielle rencontre l'enthousiasme des nombreuses associations de jeunesse et le culte de Bara se développe. Il est associé aux autres martyrs de la Liberté lors des fêtes civiques qui sont organisées à Paris et en province, par exemple à Fréjus ou à Tarbes, au cours de l'hiver 1793-1794. Au printemps se déroulent des fêtes locales qui lui sont spécialement dédiées, à Gannat, à Bourg-la-Reine, à Joigny…
Pendant l'été 1794, des fêtes, directement inspirées par David, sont organisées en l'honneur de Bara et de Viala, notamment le 23 messidor (11 juillet). Elles sont souvent couplées avec le 14 Juillet. Le 10 thermidor an II, une grande fête nationale organisée par David doit célébrer les figures de Bara et de Viala ; elle est empêchée par le 9-Thermidor à Paris, mais non en province. Ainsi, à Besançon, le jeune Charles Nodier prononce un éloge de Joseph Bara et de Joseph Agricol Viala en l'église Sainte-Madeleine, à l'invitation de la société populaire de la ville. Des fêtes sont également organisées à L'Aigle, à Bapaume, à Saint-Rambert…
Le nom même de Bara est parfois donné comme prénom à des nouveau-nés. Mais l'orthographe fluctuante (Bara, Barat, Barra, Barrat, Barras) laisse subsister une ambiguïté : le héros ainsi honoré est-il toujours Joseph Bara ou s'agit-il aussi du conventionnel Paul Barras ?
Pour l'historien Jean-Clément Martin, les inventions de la propagande révolutionnaire « ne sont pas à considérer seulement pour ce qu'elles sont, des manipulations grossières de l'opinion ; elles correspondent également à une demande collective d'héroïsme ».

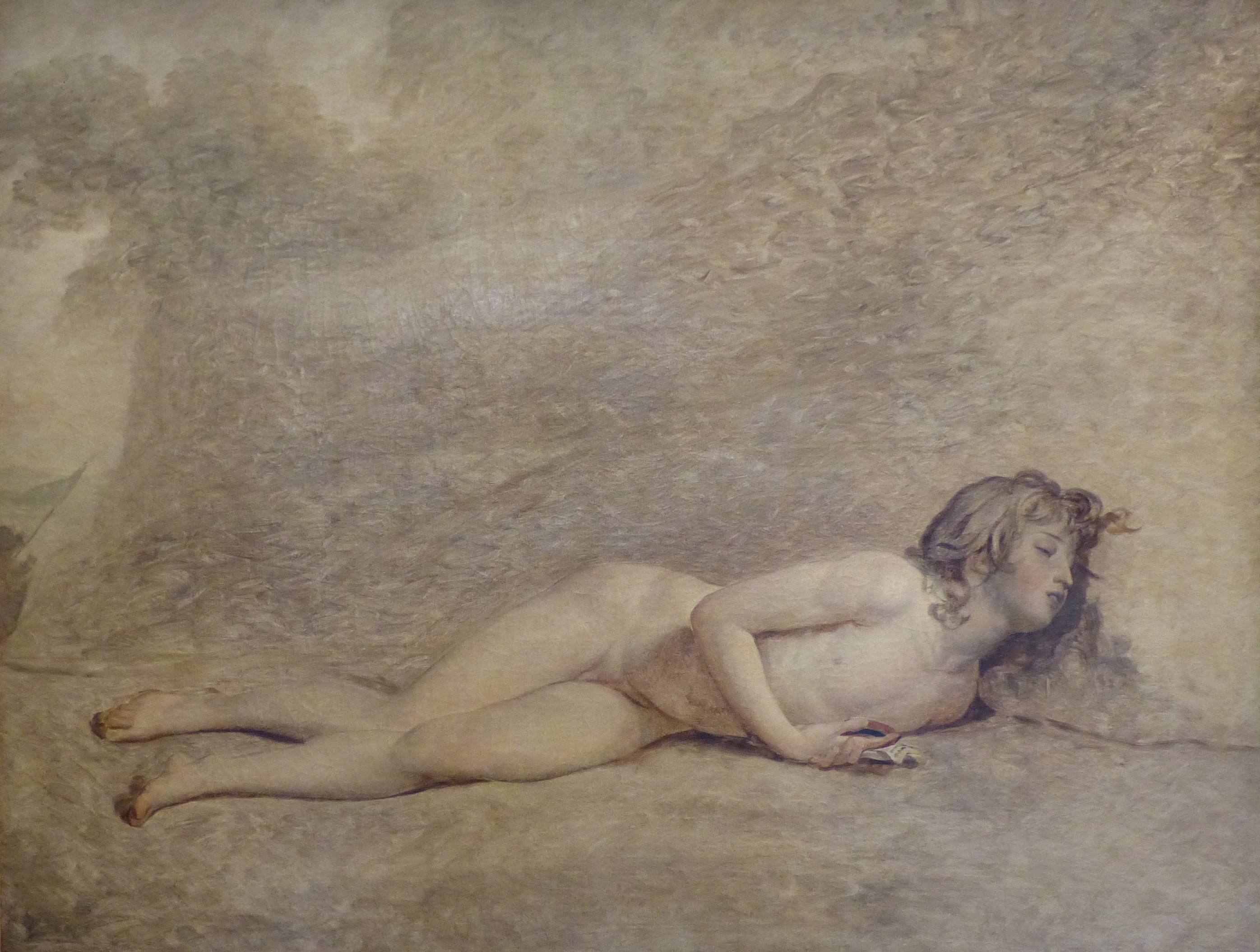
Jacques-Louis David La mort du jeune Bara (1794)

### Bara honoré par les artistes
David a effectivement peint le tableau, intitulé La Mort du jeune Bara, évoqué dans le décret de la Convention. Cette œuvre représente le jeune Bara en éphèbe, nu, ce qui peut paraître surprenant. Peut-être s'agit-il de le représenter dépouillé de ses vêtements par les ennemis, mais c'est douteux. Comme l'analyse Jean-Clément Martin, cette nudité ramène le jeune héros à une corporéité presque androgyne. Le transfert au Panthéon n'aura jamais lieu. Toutefois les artistes de la Révolution française ne tardent pas à mettre en valeur l’épisode.
Bara inspire à plusieurs auteurs des pièces de théâtre. Ainsi, une pièce en un acte mêlé d'ariettes, de Lévrier-Champion et André Grétry, intitulée Joseph Bara, est donnée à L'Opéra-Comique. Au théâtre de la République, Briois crée La mort du jeune Bara ou une journée de la Vendée, qui est surtout une suite de dissertations morales et patriotiques, sans mettre en scène la mort du héros. Le théâtre Feydeau donne l'Apothéose du jeune Bara, de Léger et Jadin, pièce en un acte qui ne donne pas à voir Bara, mais sa famille en deuil.

Au-delà du célèbre Chant du départ, de Chénier, Bara est immortalisé par diverses chansons. Beaucoup de ces hymnes, composés pour la fête prévue le 10 thermidor qui n'a pas eu lieu, ne sont finalement pas exécutés. L'an II voit une floraison d'estampes qui contribuent aussi à propager la légende du jeune tambour. Bara est représenté soit en compagnie d'autres héros, , soit seul, en uniforme,, couronné par la Liberté, ou attaqué par les Vendéens et mourant,,.

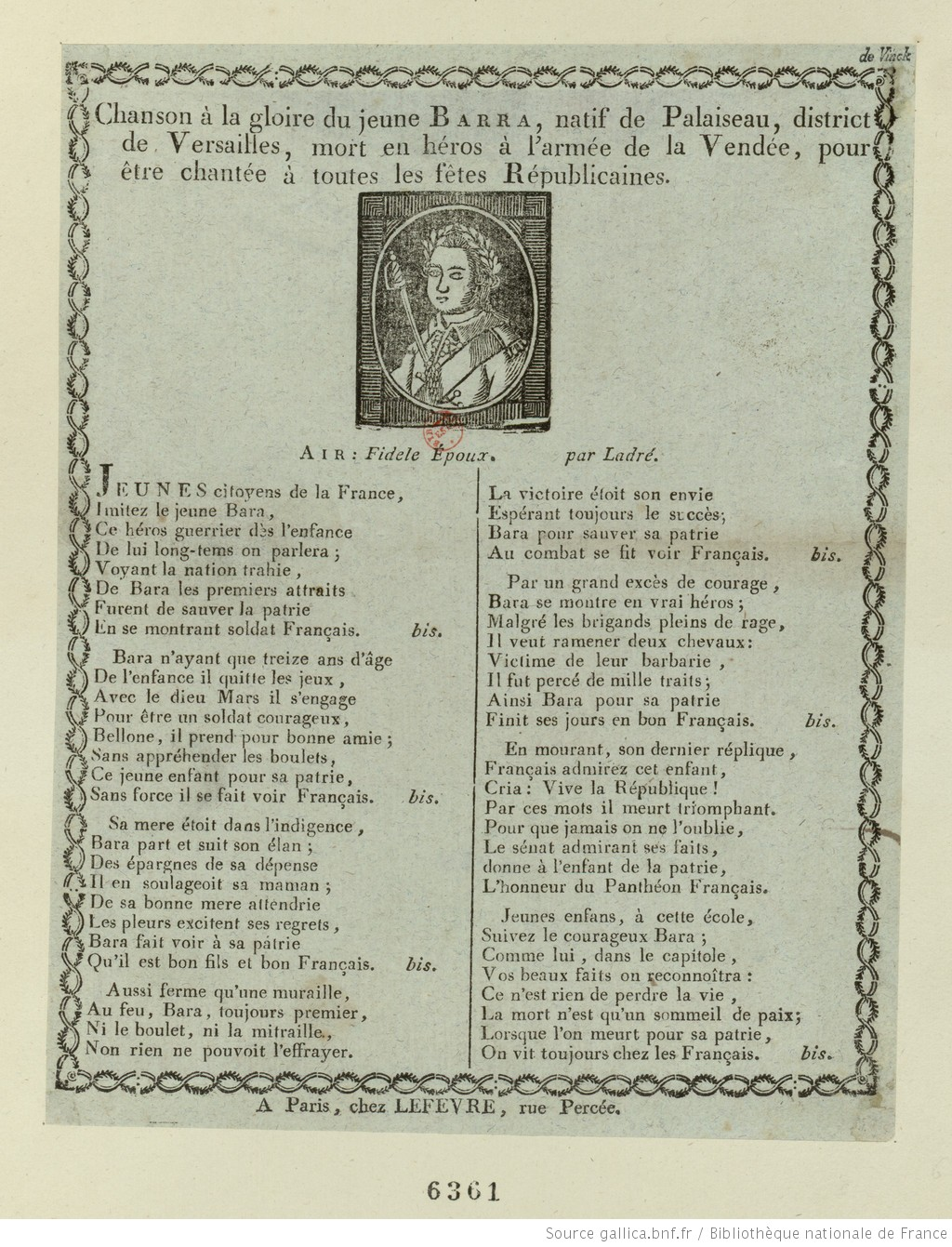
Chanson à la gloire du jeune Barra (1794). Anonyme
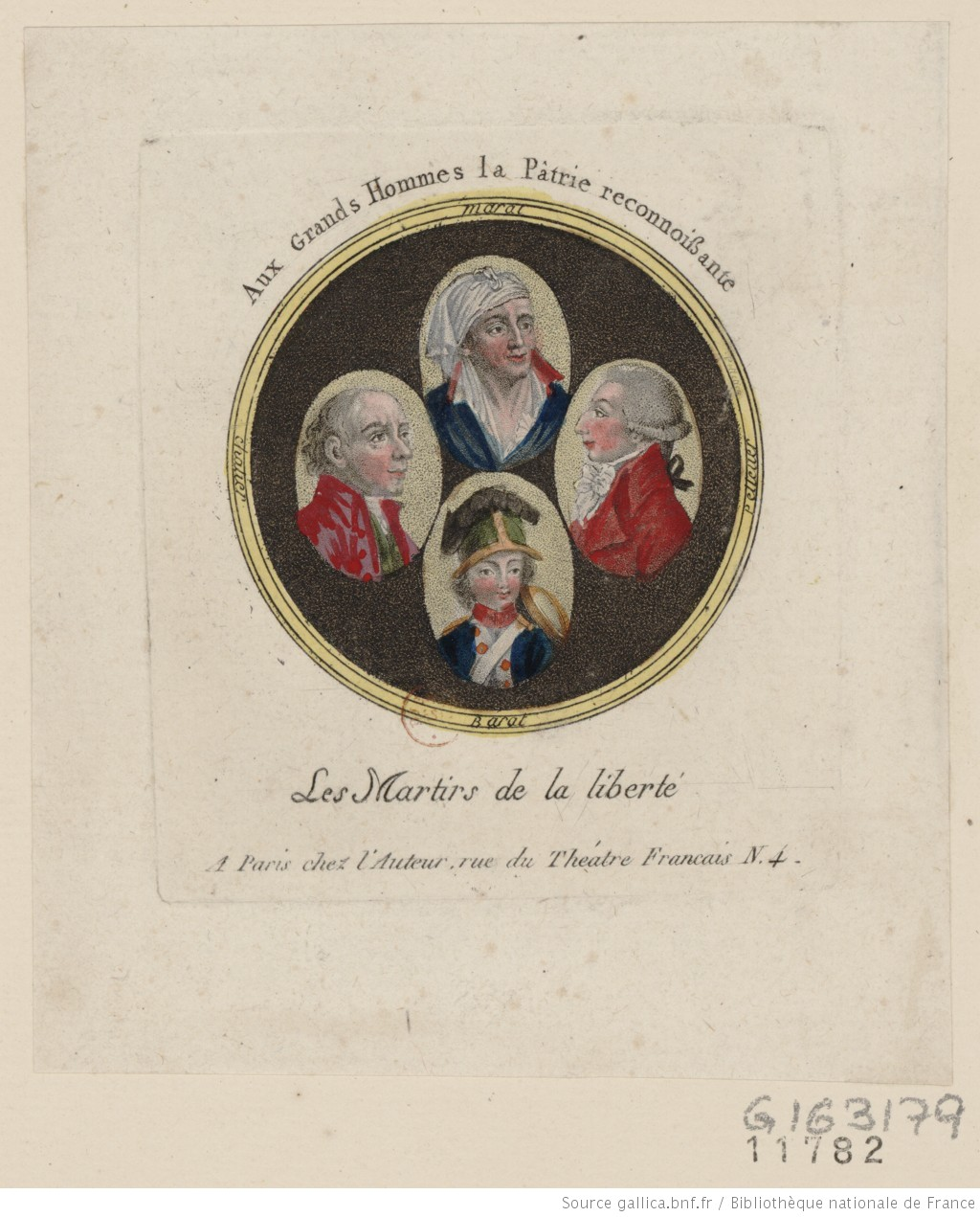
Aux grands hommes la patrie reconnaissante. Les martirs de la liberté (1794). Gravure de François Bonneville
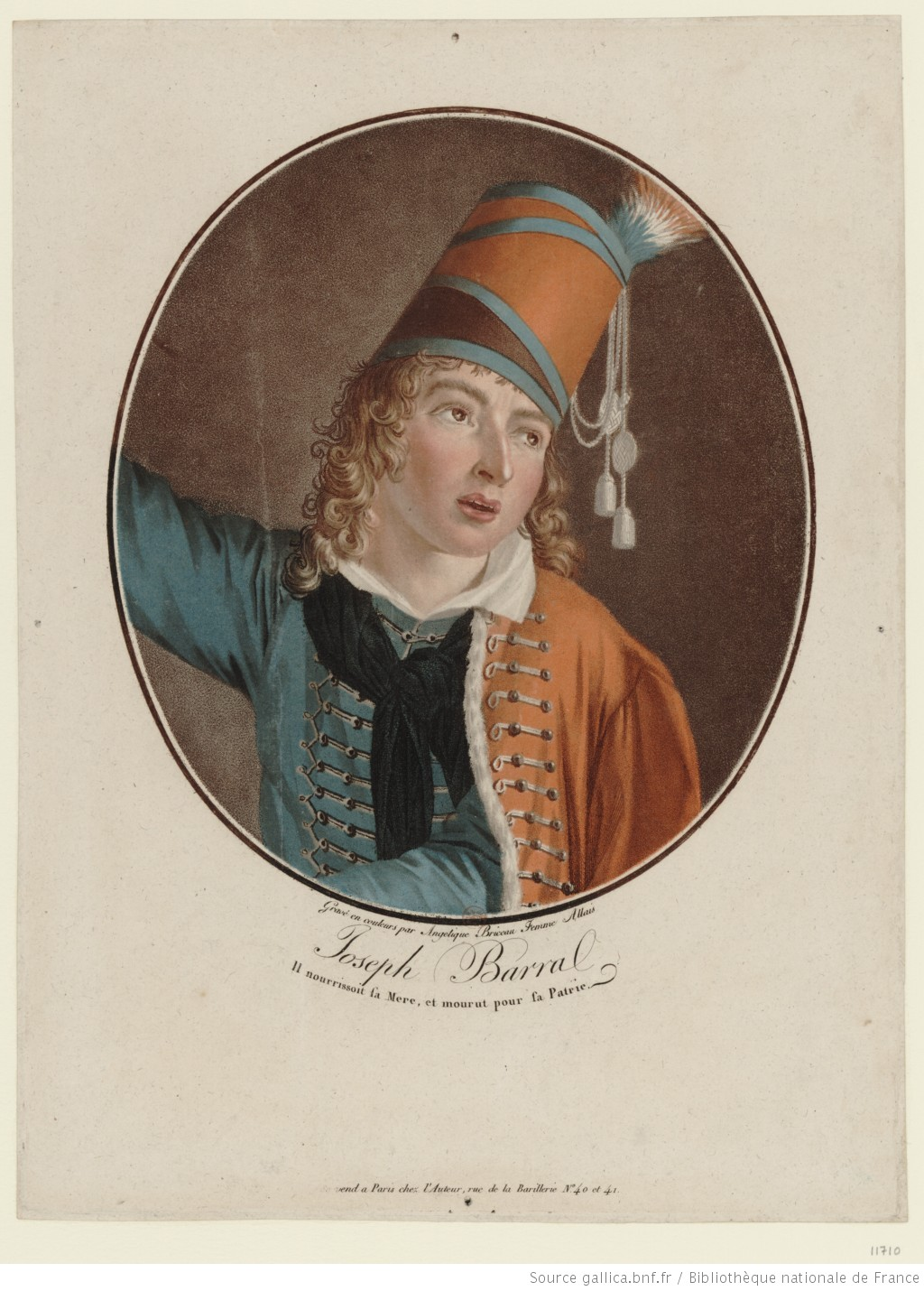
Joseph Barra. Il nourrissoit sa mere et mourut pour sa patrie (1794). Gravure d'Angélique Allais
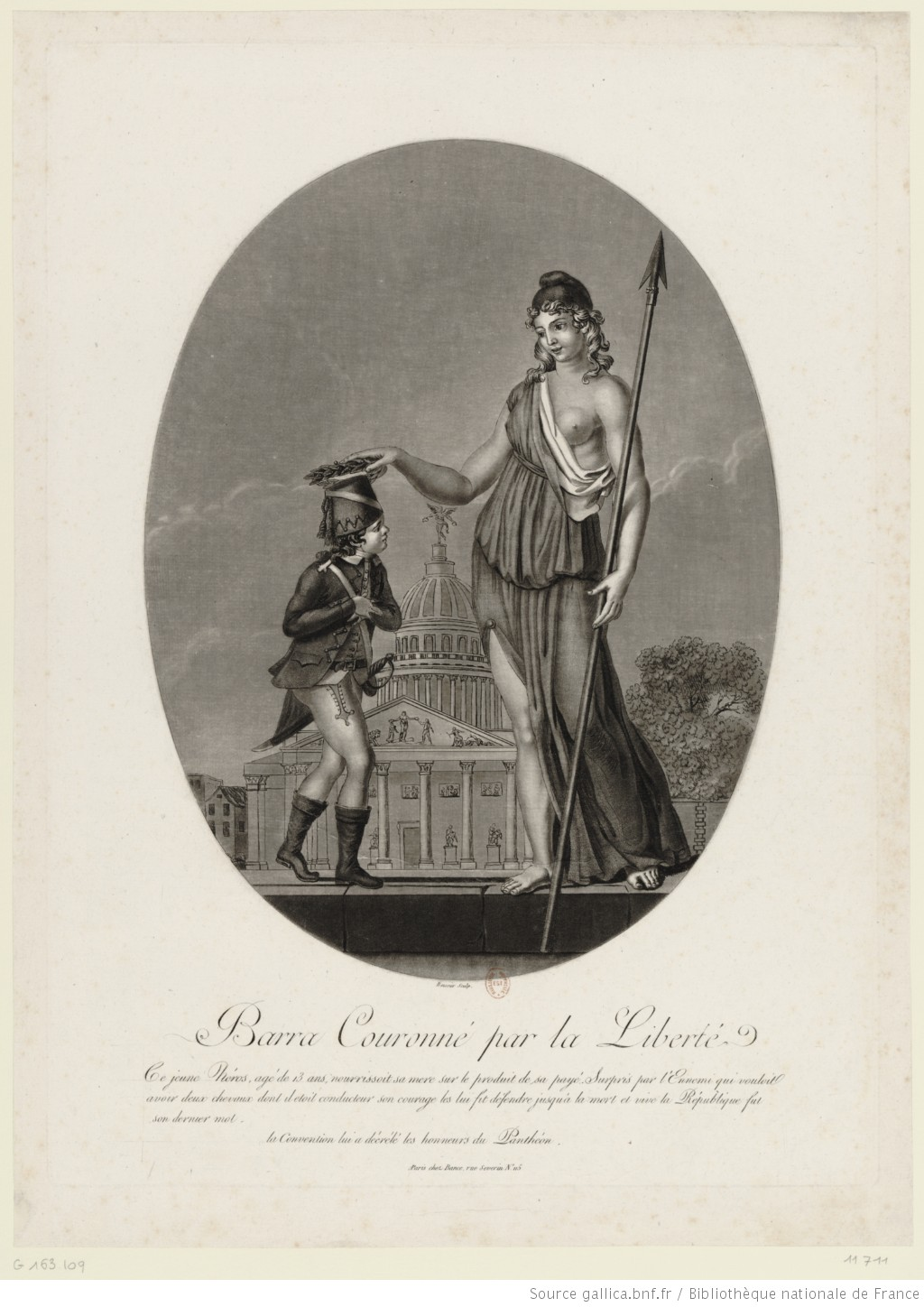
Barra couronné par la Liberté (1794). Gravure d'André-Claude Boissier.
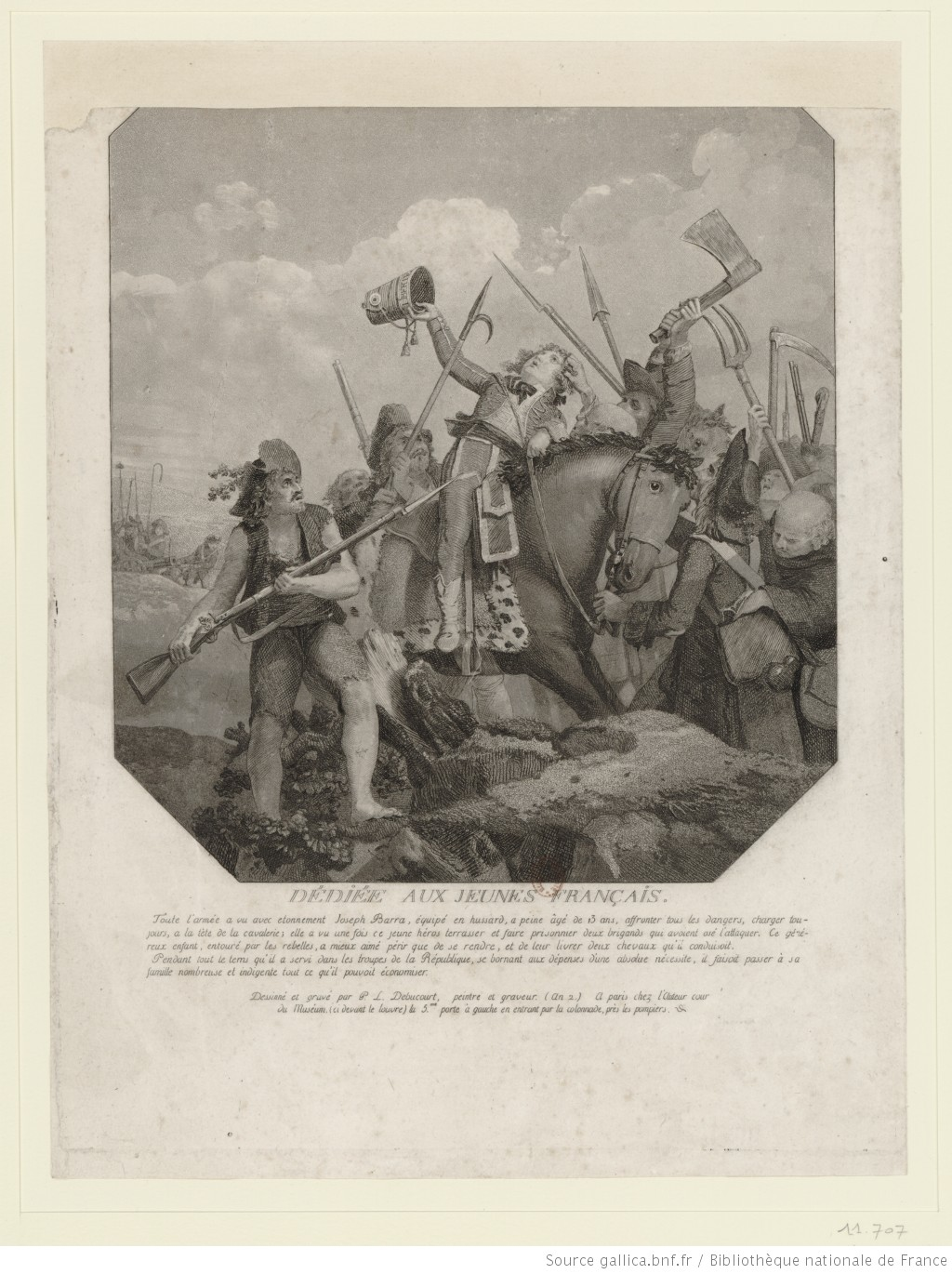
Mort heroïque du jeune Barra dédiée aux jeunes Français (1794). Gravure de Philibert-Louis Debucourt.

Pendant la Révolution, le culte de Bara se limite à l'an II : après Thermidor, plus question d'honorer un héros promu par Robespierre et les Montagnards. Néanmoins, l'héroïsation de Bara, que ses origines sociales, son jeune âge, son rôle subalterne dans l'armée et la minceur de l'épisode le concernant auraient dû condamner à l'oubli, fait partie d'un renversement du paradigme du héros par la Révolution française : désormais, le héros est méritocratique, alors qu'il était auparavant plutôt aristocratique.

## Mémoire républicaine

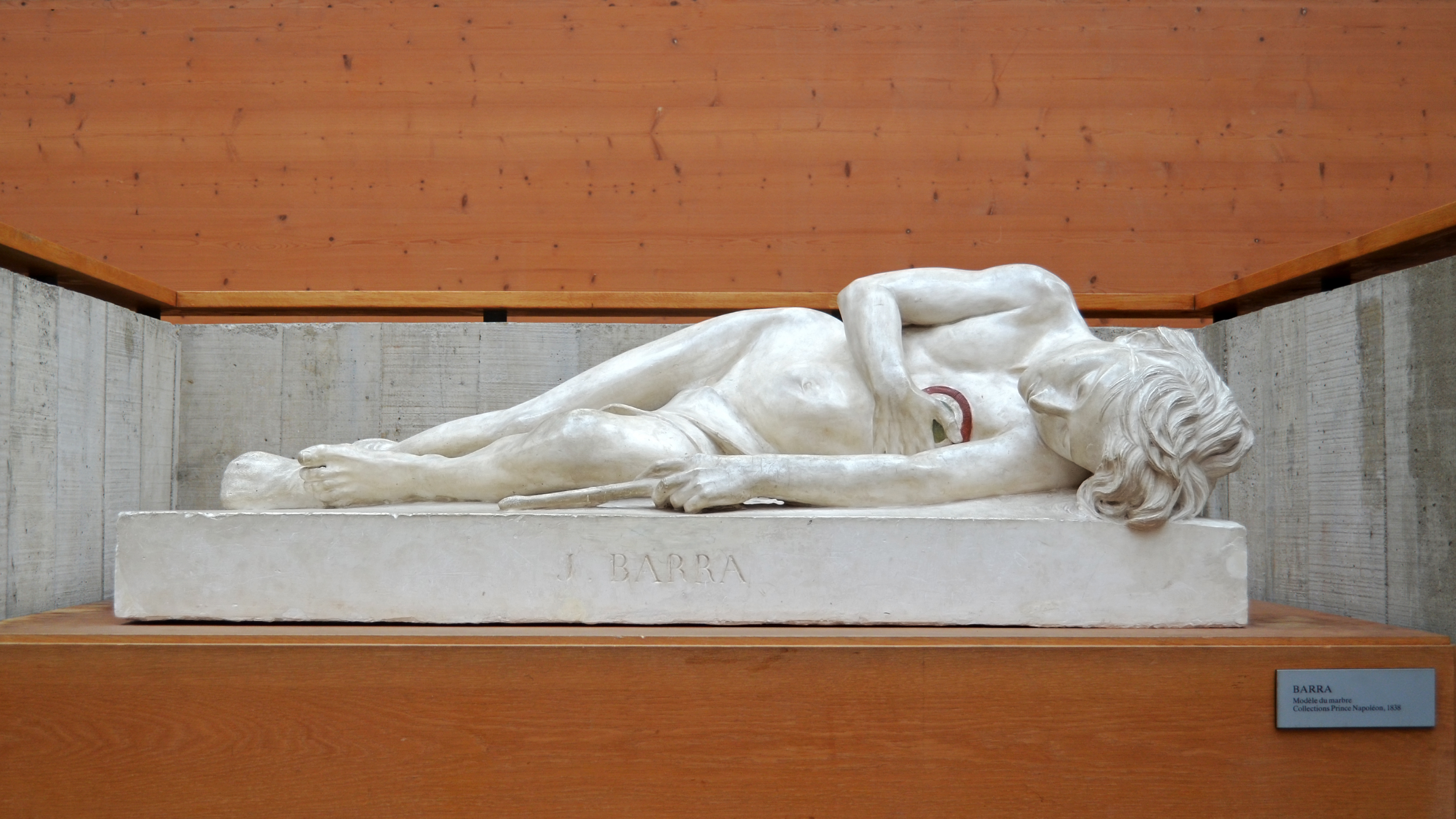
Modèle du marbre représentant Bara par le sculpteur David d'Angers (1838).

### D'un David à l'autre
En 1838, le sculpteur angevin et militant républicain David d'Angers réalise une sculpture en plâtre représentant Joseph Bara mourant. Plus précisément, il s'agit d'un modèle en plâtre pour une œuvre en marbre que David d'Angers ne réussit pas à placer au Panthéon et qui entre dans les collections privées du prince Jérôme Napoléon. En 1840, ce modèle en plâtre rejoint les nombreuses sculptures et effigies républicaines avec lesquelles, à partir de 1839, David d'Angers compose une galerie d'œuvres à Angers, la galerie David d'Angers. Il en existe également une esquisse en terre cuite. On voit nettement que David d'Angers se situe dans la continuité de son illustre prédécesseur et homonyme : la position couchée, la nudité, la cocarde…
Pendant la Seconde République, en 1848, Bara apparaît comme le valet de trèfle d'un jeu de cartes consacré aux héros libérateurs, en compagnie de Napoléon, Washington, Guillaume Tell, Simon Bolivar …

### Mémoire réactivée sous la Troisième République

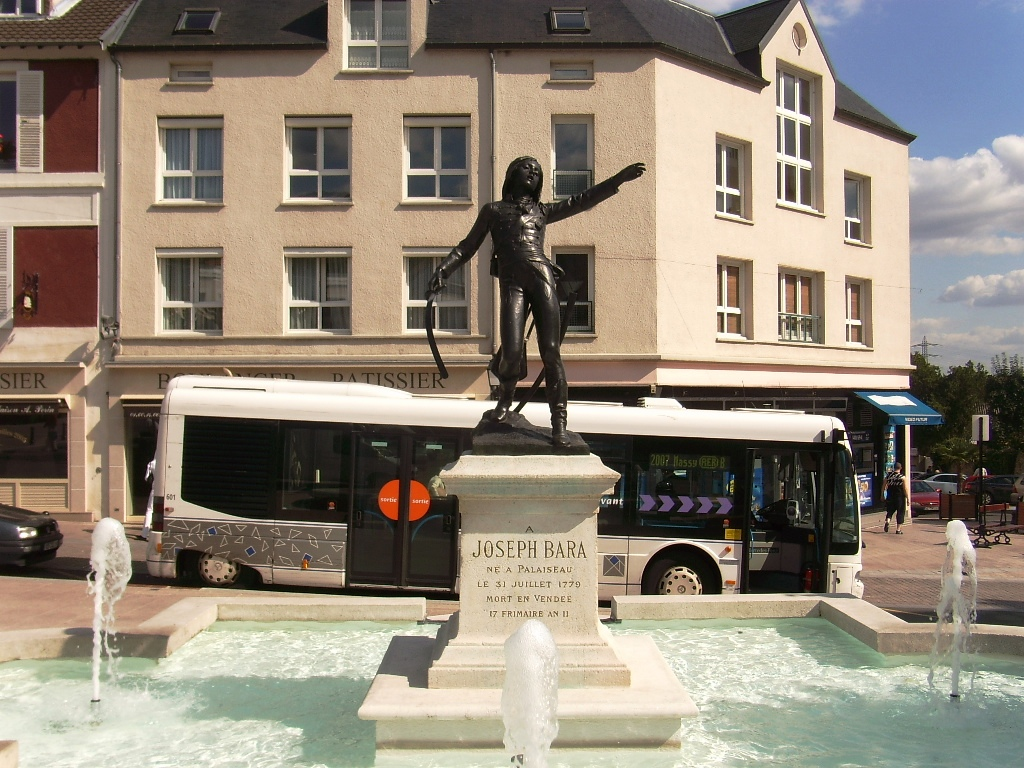
Statue de Joseph Bara à Palaiseau (1881)

Pour enraciner le régime républicain en France, la Troisième République mène une œuvre d'appropriation symbolique de la culture liée à la Révolution. La réactivation de la mémoire de Bara en fait partie.
La mémoire républicaine de Joseph Bara s'enracine alors qu'en même temps, en effet miroir, la Vendée, au sens militaire du terme, s'érige en région-mémoire, perpétuant le souvenir de la guerre de Vendée. Plus généralement, la célébration du sacrifice de l'enfant ou du jeune homme mourant pour la cause n'est pas, dans la seconde moitié du XIXe siècle, une particularité républicaine. On retrouve les mêmes thèmes du côté catholique, dans la littérature européenne de la fin des années 1860 relative aux zouaves pontificaux.

#### Mobilisation républicaine à Palaiseau
En 1876, en pleine vague de statuomanie, les républicains de la ville de Palaiseau décident d'élever un monument à Bara. Cette statue, financée par souscription, est inaugurée en 1881, ce qui donne l'occasion d'une grande fête, réunissant militaires, parlementaires, associations républicaines, fanfares et sociétés de musique. Un arc de triomphe éphémère est dressé devant le domicile du dernier descendant de la famille de Bara. Cette statue en bronze, due à Louis Albert-Lefeuvre, représente Bara en uniforme, portant une sacoche, debout mais chancelant, le bras droit levé, une épée tombante à la main gauche. Contrairement aux œuvres précédentes, il est donc représenté au moment où il est frappé.

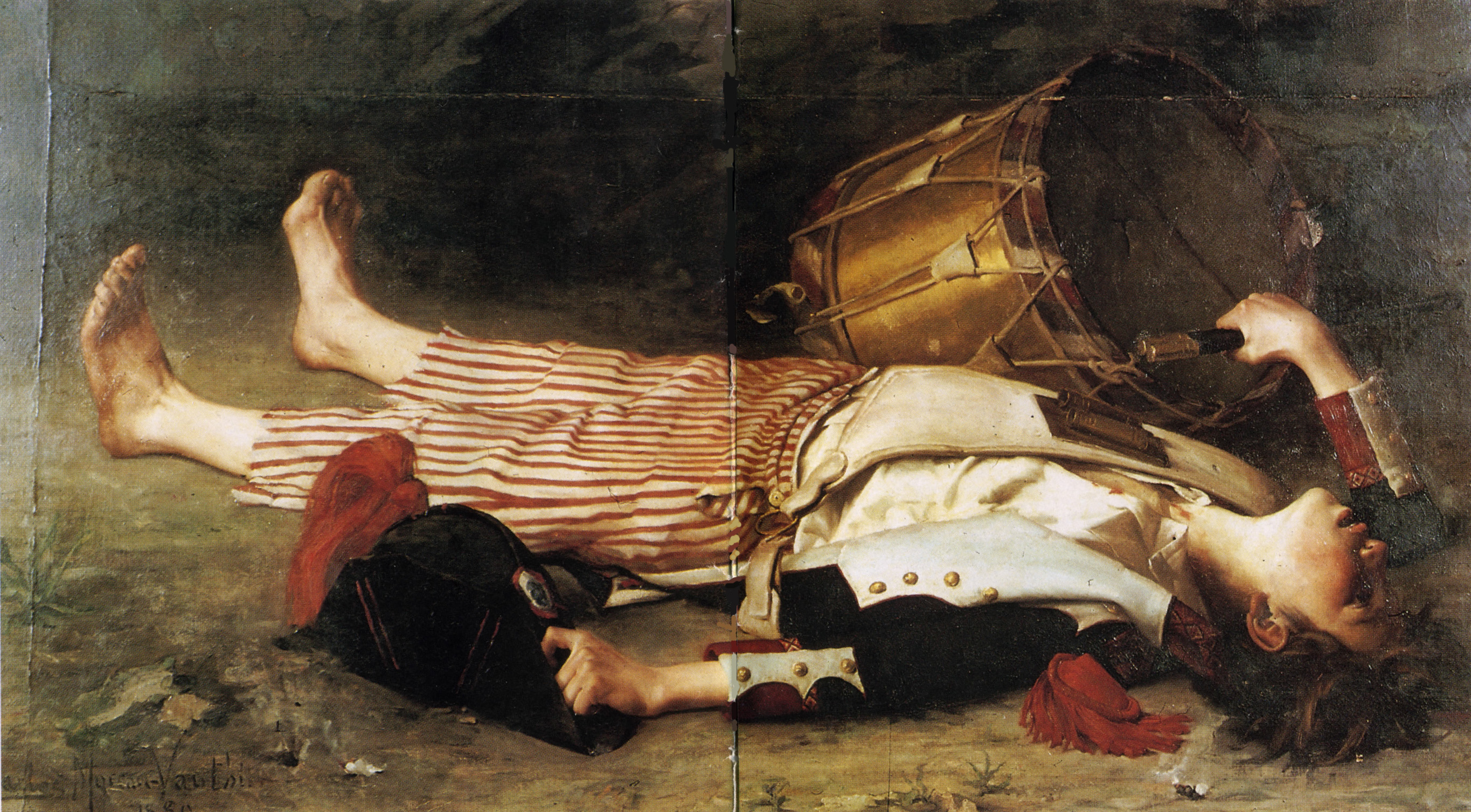
La Mort de Joseph Bara, peinture de Charles Moreau-Vauthier. Musée de Nérac.

#### Impulsion des Beaux-Arts
Au début des années 1880, différentes toiles représentant Bara sont réalisées. La mobilisation des artistes s'effectue essentiellement sous l'impulsion d'Edmond Turquet, sous-secrétaire d'Etat aux Beaux-Arts.
En 1880, Charles Moreau-Vauthier peint un tableau représentant Bara mort, intitulé La Mort de Joseph Bara. Il gît, habillé d'un uniforme et tenant un tambour.

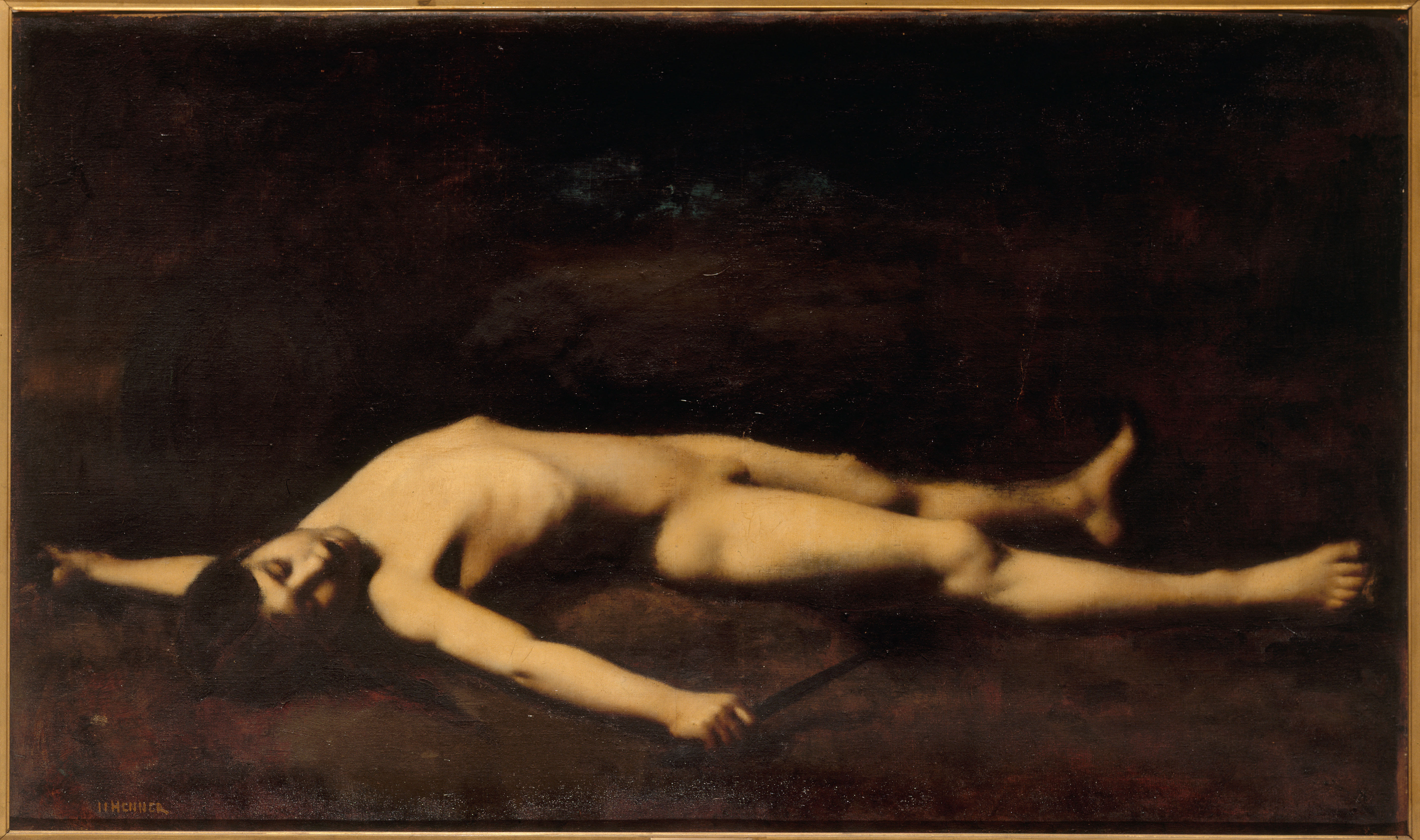
Jean-Jacques Henner - Bara - Musée des Beaux-Arts de la ville de Paris

Vers 1882, Jean-Jacques Henner réalise un tableau, sobrement intitulé Bara, qui le montre mort et nu. Toutefois, la position est éloignée de celle de David et se rapproche plus de celle de Moreau-Vauthier : Bara est représenté étendu sur le sol, les bras en croix, un poignard à la main. Cette huile sur toile de 144 cm x 85,5 cm est conservée au Petit Palais à Paris.

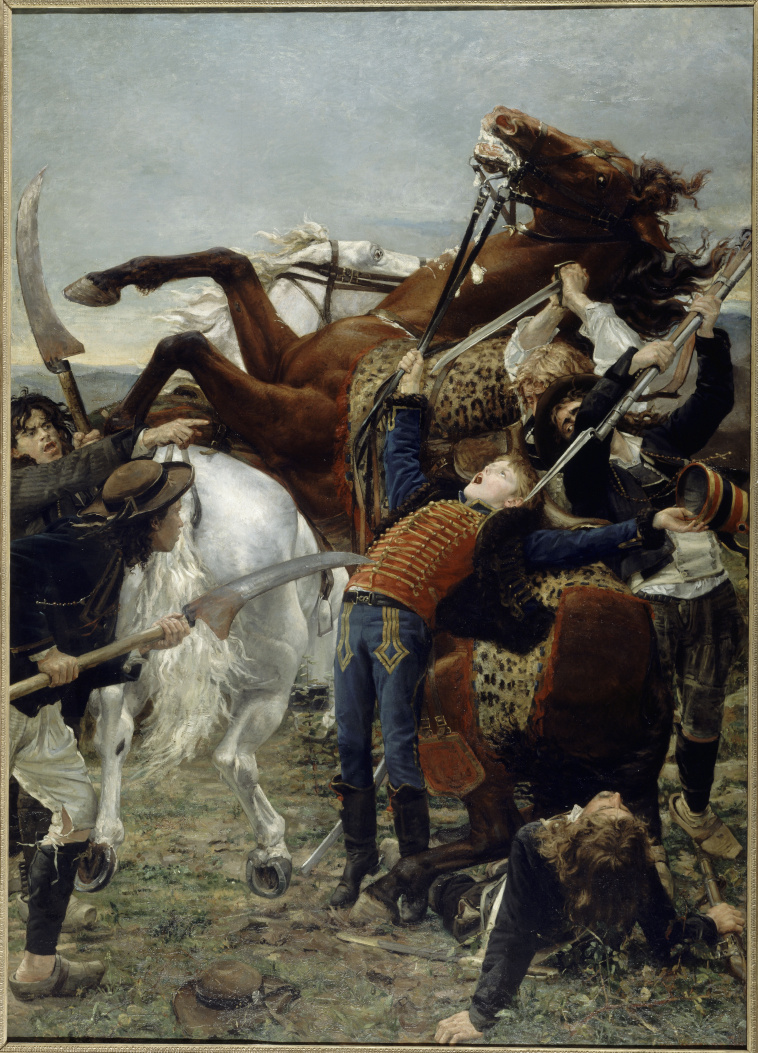
Jean-Joseph Weerts, La Mort de Bara (1883). Musée d'Orsay, Paris

En 1882, Jean-Joseph Weerts, peintre originaire du Nord, très prolifique, peint un portrait de Bara en hussard. Ce tableau, reproduit en exergue de cet article, est conservé au musée de la Piscine à Roubaix. Surtout, l'année suivante, en 1883, Weerts compose La Mort de Bara, tableau actuellement conservé au musée d'Orsay. Weerts répond ainsi à une commande de l'État. Le tableau est d'abord exposé à l'Élysée pendant l'exposition universelle de 1889, puis au musée du Luxembourg. De 1926 à 1979, il orne la préfecture du Haut-Rhin à Colmar puis la mairie de Palaiseau de 1979 à 1986. Il est intégré dans les collections du musée d'Orsay en 1986.

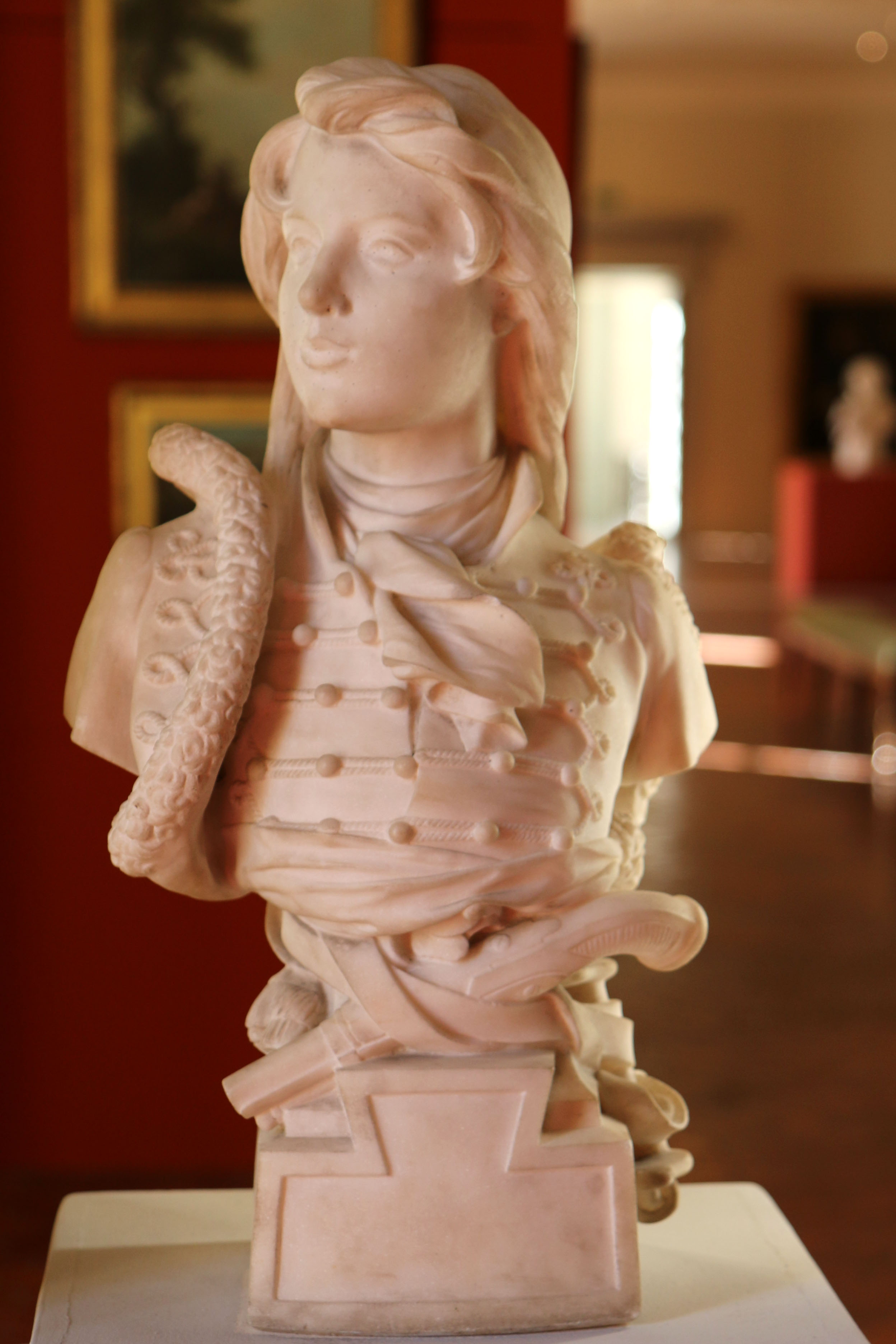
Buste de Bara par Noël Ruffier

Il s'agit d'une grande huile sur toile (3,5 m x 2,5 m), relevant à la fois de la peinture d'histoire et de la peinture patriotique. Le spectacle qui nous est donné à voir est bien loin du jeune éphèbe peint par David. Cerné par trois Vendéens qui vont le transpercer de leurs armes déjà rougies, Bara, en uniforme de hussard, est saisi juste avant sa mort, en plein combat, comme pour la statue d'Albert-Lefeuvre. À l'arrière-plan, les chevaux cités dans la lettre de Desmarres. Weerts s'est peut-être inspiré de l'estampe de Philibert-Louis Debucourt. Ce tableau a valu à Weerts la Légion d'honneur.
C'est à la même époque, en 1887, que l'Etat commande à Noël Ruffier, sculpteur originaire du Languedoc, deux bustes de Bara et de Viala pour le Prytanée militaire de La Flèche. Le buste de Bara, en marbre, d'environ 75 cm, le représentant en hussard, se trouve dans l'hôtel du commandement du Prytanée.

#### Les instruments d'une mémoire populaire
Le tableau de Weerts La mort de Bara est reproduit en photogravure et les centaines de milliers d'exemplaires tirés sont envoyés dans les écoles. En quelque sorte, la Troisième République exécute ainsi le décret voté par la Convention environ 90 ans plus tôt. On reproduit aussi cette gravure dans des journaux dès 1883, par exemple dans un numéro de septembre de L'Estafette lorraine, ou dans un supplément du journal républicain breton Le Finistère. Il s'agit en fait du même contenu rédactionnel sous deux titres différents. Bara fait partie des héros représentés sur les images d'Epinal à partir de 1896, dans un contexte nationaliste, en compagnie de Viala, Hoche, Kléber, etc. Les images d'Épinal concernant Viala et Bara sont des scènes de combat qui représentent leur mort.
À partir de 1880, la mémoire de Bara (et de Viala) se perpétue aussi dans les manuels de l'école élémentaire : la Troisième République favorise ainsi l'enseignement d'une histoire vivante et propose aux enfants un modèle politique et scolaire. Les manuels mettent en scène un récit de la mort de Bara, souvent illustré. C'est surtout au moment de la mise en place des institutions républicaines, entre 1880 et 1887, que l'audience de Bara dans les manuels est forte. La légende qui se développe reprend le discours de Robespierre : le 7 décembre 1793, Bara est pris à partie près de Cholet par des Vendéens ; contraint de crier « Vive le Roi ! ». Joseph Bara préfère mourir en criant « Vive la République ! » avant de tomber sous les coups royalistes. Dans ces mêmes années 1880, les bataillons scolaires, qui défilent à l'occasion du 14 Juillet sont parfois qualifiés de « Bara en herbe ».
La figure de Bara est proposée comme modèle par la presse à destination de la jeunesse, qui se développe alors. Ainsi, le numéro du 17 mars 1906 de l'hebdomadaire La Jeunesse moderne propose une bande dessinée qui retrace l'histoire de Bara et une reproduction du tableau de Weerts. Presque trente ans plus tard, un autre hebdomadaire pour la jeunesse, Benjamin, publie dans son numéro du 8 septembre 1932, dans une rubrique consacrée à l'histoire, un récit biographique de Bara illustré par un dessin dont le modèle est aussi le tableau de Weerts. Le cinéma à ses débuts reprend également cette histoire, comme le montre un scénario de 1909 intitulé Le Petit tambour de la République.
Dans les manuels scolaires, l'audience de Bara disparaît et reparaît ensuite de manière cyclique, jusqu'en 1940. Bara continue d'être évoqué sous Vichy (comme modèle de piété filiale) et ensuite, mais les enjeux décroissent en même temps que les remises en cause du régime républicain. La Résistance communiste se saisit de la figure de Bara, comparé aux jeunes résistants morts dans la feuille L'Avant-garde d'août 1941. À la Libération, c'est le nom de Bara que le Front patriotique de la Jeunesse donne à une ses publications de juin 1944, tandis que le Comité national des instituteurs publie à l'été 1944 un journal intitulé L'École de Bara . De même, Léon Werth écrit « ces essaims de petits Bara attaquent à la grenade les tanks allemands ». Et en 1947, on trouve encore la reproduction du tableau de Weerts en sur une des pages du calendrier du journal L'Humanité.

### Mémoire qui persiste discrètement

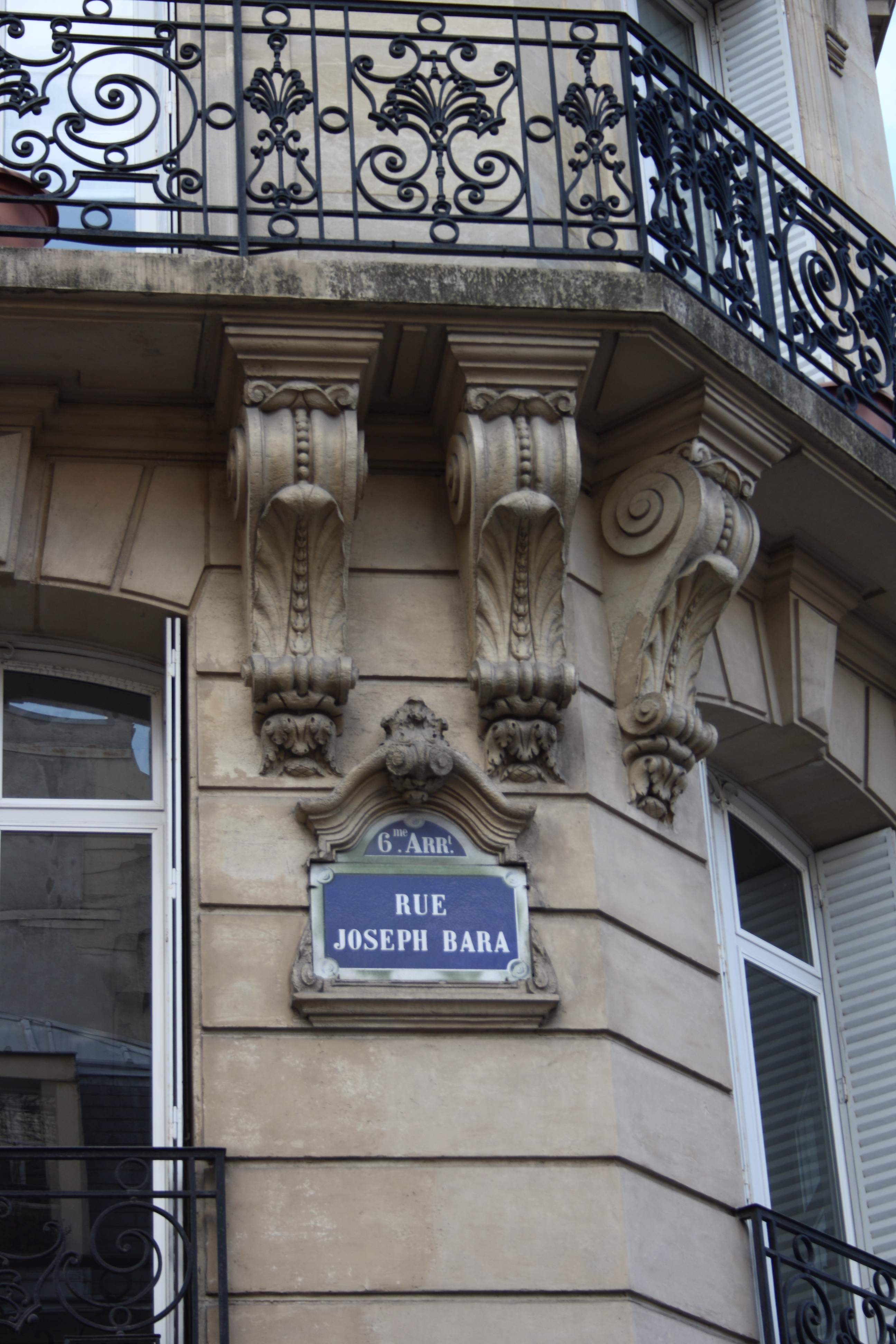
rue Joseph-Bara (Paris 6e)

Au moins une trentaine de communes françaises ont une rue, une avenue, un boulevard ou une impasse portant le nom Joseph-Bara. Il y a par exemple une rue Joseph-Bara à Paris, entre la rue d’Assas et la rue Notre-Dame-des-Champs, dans le 6e arrondissement. Dans la commune voisine d'Issy-les-Moulineaux, il existe une rue Bara, « Héros des guerres révolutionnaires ».
À Saint-Étienne, la rue Barra a donné son nom à une station des lignes T1 et T2 du tramway.
La mémoire de Joseph Bara se perpétue dans l'Anjou où il est mort grâce à la rue qui porte son nom, à Angers, et par le plâtre de David d’Angers présenté dans la galerie consacrée au sculpteur angevin. Mais c’est à Mûrs-Érigné, au lieu-dit la Roche de Mûrs, que se trouve le monument républicain commémorant un événement contemporain de la mort de Joseph Bara.
Son nom a également été donné à des établissements scolaires : l'école Joseph-Bara et le collège Joseph-Bara de Palaiseau, ville natale de Bara, mais on trouve aussi des écoles Joseph-Bara dans des villes de différentes régions de France, d'Agen à Villerupt en passant par Carvin.
A Palaiseau, la statue en bronze qui représente Bara se trouve toujours place de la Victoire, tout près de l'habitation de ses parents. En 1979, la ville de Palaiseau fête le bicentenaire de la naissance de Bara par un colloque historique, une exposition et une fête populaire. Elle met sur pied en 2008 une exposition de BD consacrée à Bara. Malgré l'évocation très décalée et volontairement anachronique proposée par ces bandes dessinées, cette manifestation artistique et mémorielle est contestée par une organisation se réclamant de la mémoire chouanne.